# Lars-Åke Gustavsson
Lars-Åke David Gustavsson, född 20 september 1948 i Bromma församling i Stockholms län, är en svensk radioprogramledare.
Lars-Åke Gustavsson började sin karriär på radion som ljudtekniker på Radio Stockholm 1977. Han började snart vikariera som trafikrapportör och sedan 1993 har han rapporterat om trafikläget på vägarna i Stockholm på heltid.
Gustavsson tilldelades 2011 Sveriges Radios språkpris.